# Мола (приток Двиницы)
Мола — река в России, протекает в Вологодской области>, в Сокольском районе. Устье реки находится в 60 км по левому берегу реки Двиница. Длина реки составляет 26 км.
Исток реки находится возле деревни Ершово в 12 км на восток от Воробьёво и в 60 км к северо-востоку от города Сокол. Мола течёт в верхнем и среднем течении на юг, в нижнем течении поворачивает на запад. В верхнем течении в непосредственной близости от реки находятся несколько малых и покинутых деревень Чучковского сельского поселения, в частности Овсянниково, Третьяково и Закурское, прочие участки Молы ненаселены. Крупных притоков нет.

## Данные водного реестра
По данным государственного водного реестра России относится к Двинско-Печорскому бассейновому округу, водохозяйственный участок реки — Северная Двина от начала реки до впадения реки Вычегда, без рек Юг и Сухона (от истока до Кубенского гидроузла), речной подбассейн реки — Сухона. Речной бассейн реки — Северная Двина.
По данным геоинформационной системы водохозяйственного районирования территории РФ, подготовленной Федеральным агентством водных ресурсов:
- Код водного объекта в государственном водном реестре — 03020100312103000007209
- Код по гидрологической изученности (ГИ) — 103000720
- Код бассейна — 03.02.01.003
- Номер тома по ГИ — 03
- Выпуск по ГИ — 0